# ランチャーノの奇跡

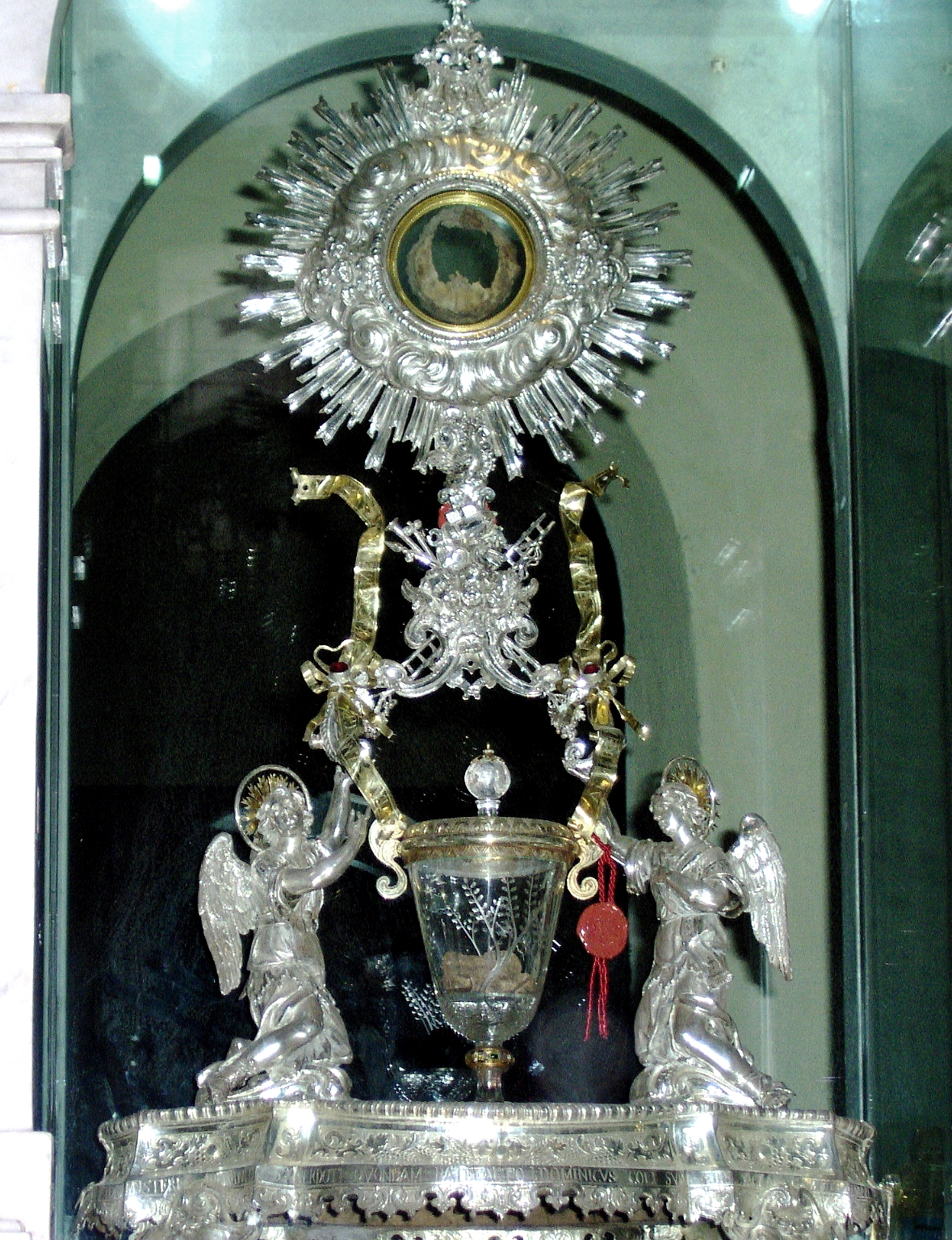
聖体顕示台と杯

ランチャーノの奇跡（ランチャーノのきせき）は、8世紀にイタリアのランチャーノで起こったとされる聖体の奇跡の事である。聖変化について疑いを抱いていた司祭がミサでの奉献の言葉を唱えた時、パンと葡萄酒が人間の肉と血に変化した。ランチャーノの奇跡はカトリック教会によって認定されている。

## 概要
750年、イタリアのランチャーノ(当時はアンクサヌムとして知られていた)にある聖ロンギヌス教会でミサが捧げられていた時、聖餐におけるキリストの存在に疑問を抱いていたバジリオ修道会の司祭の唱える奉献の言葉によって、パンが生きた肉に、葡萄酒が血に変化し、不規則で形やサイズが異なる5つの小球に凝固した。奇跡は教会によって調査が行われ認定されたが、調査の元の記録文書は16世紀に失われ、現存していない。

## 調査
何世紀にも亘って、科学的調査の発達とともに遺物(パンと葡萄酒)の研究が行われてきた。発生直後には当時の大司教が調査を命じ、遺物の測定も行われた。5つの異なるサイズに分割された血液は、個々に測定すると重さが同じであった。1574年にアントニオ・ガスパル・ロドリゲス大司教によって再度測定か行われたが、結果は同様であった。
教皇パウロ6世によって遺物の科学的研究が許可され、1970年から1971年に、解剖学および病理組織学ならびに化学および臨床顕微鏡学の教授で、アレッツォ病院の病理解剖学研究所の元所長であるオドアルド・リノーリ博士によって遺物が分析された。研究報告は、1971年3月4日にアレッツォ病院の臨床分析および病理解剖学研究所で発表された。リノーリは、シエナ大学の人体解剖学の名誉教授であるルッジェロ・ベルテッリ博士の支援を受けて分析を行い、肉は血液型ABの人間の心筋組織であり、正常な血液の血清タンパク質の構成に見られるのと同じ割合で血液中にタンパク質を発見した。分析では防腐剤の痕跡は発見されなかった。
1981年、リノーリは2度目の組織学的研究を実施した。調査結果を確認し、新たな情報も収集した。

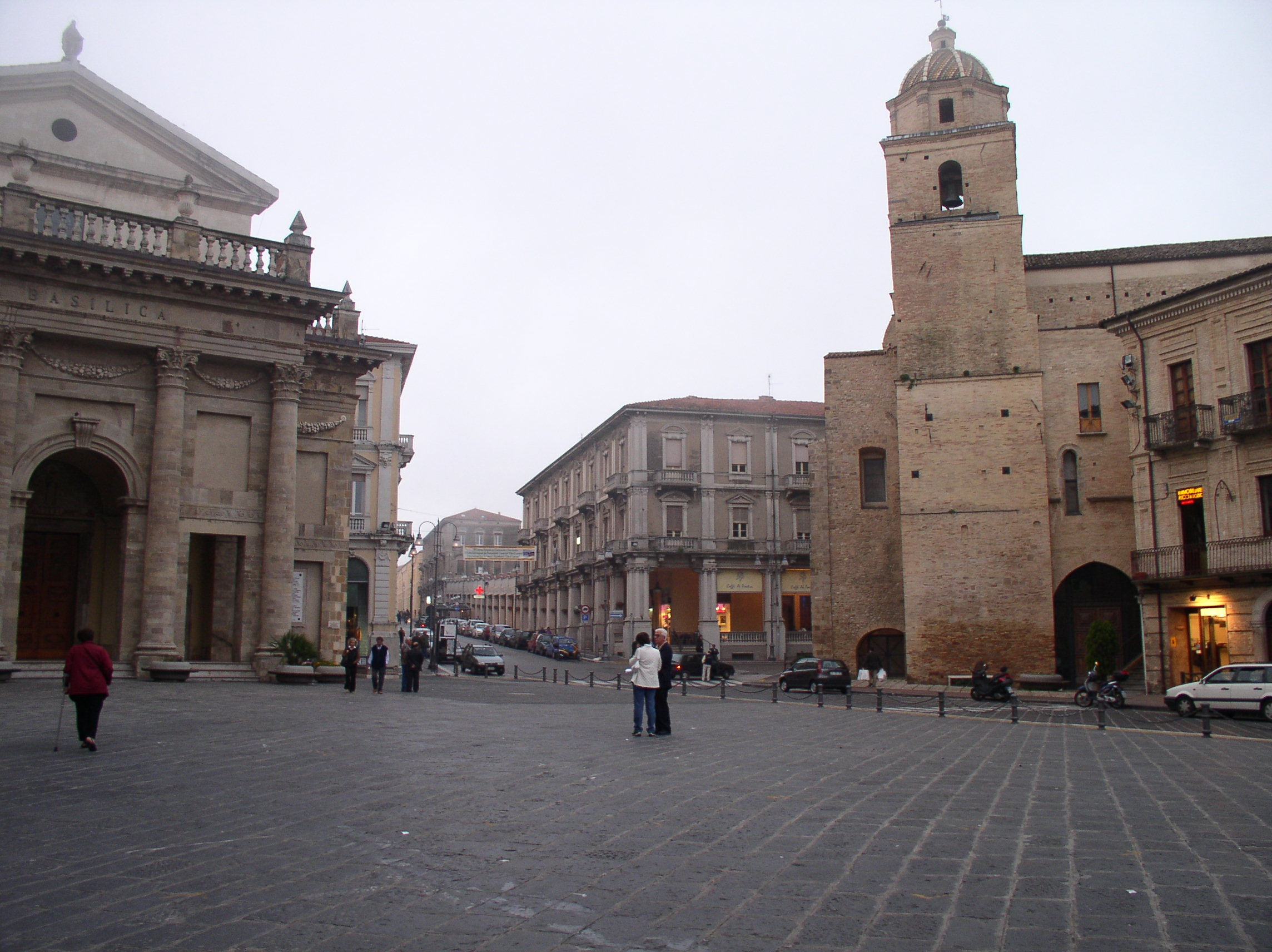
ランチャーノの聖フランチェスコ教会

## 遺物
バジリオ修道会は遺物を1175年まで管理し、1176年から1252年まではベネディクト修道会、その後はフランシスコ会に引き継がれ、1258年、フランシスコ会により老朽化する聖ロンギヌス教会に代わるランチャーノの聖フランチェスコ教会が建てられた。遺物は同教会に保管され、1713年からは銀の聖体顕示台と水晶の杯に安置されている。教皇ヨハネ・パウロ2世は、クラクフの枢機卿の時に同教会を訪問している。 

## ギャラリー

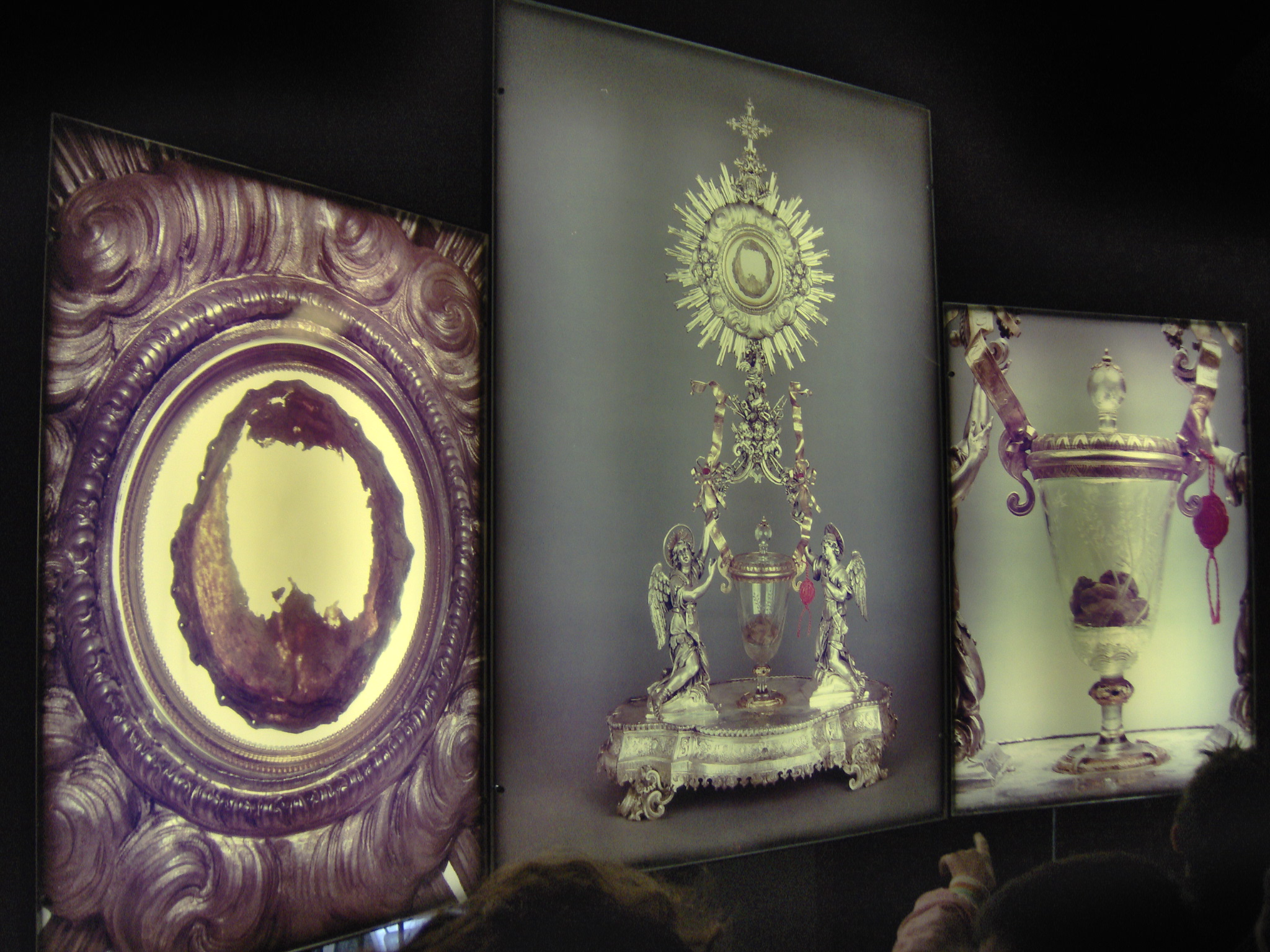
リアライトパネル（側面）
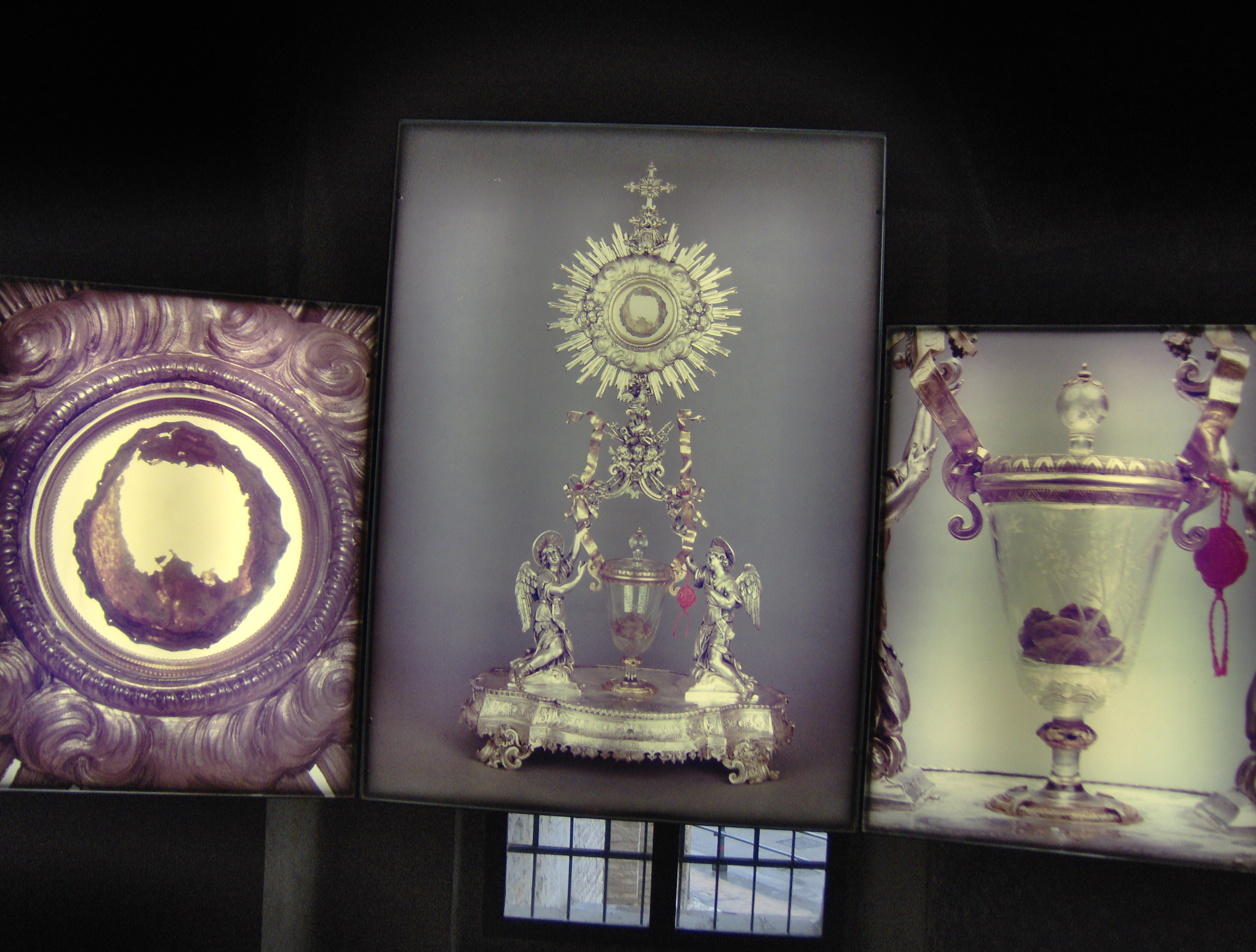
リアライトパネル（前面）
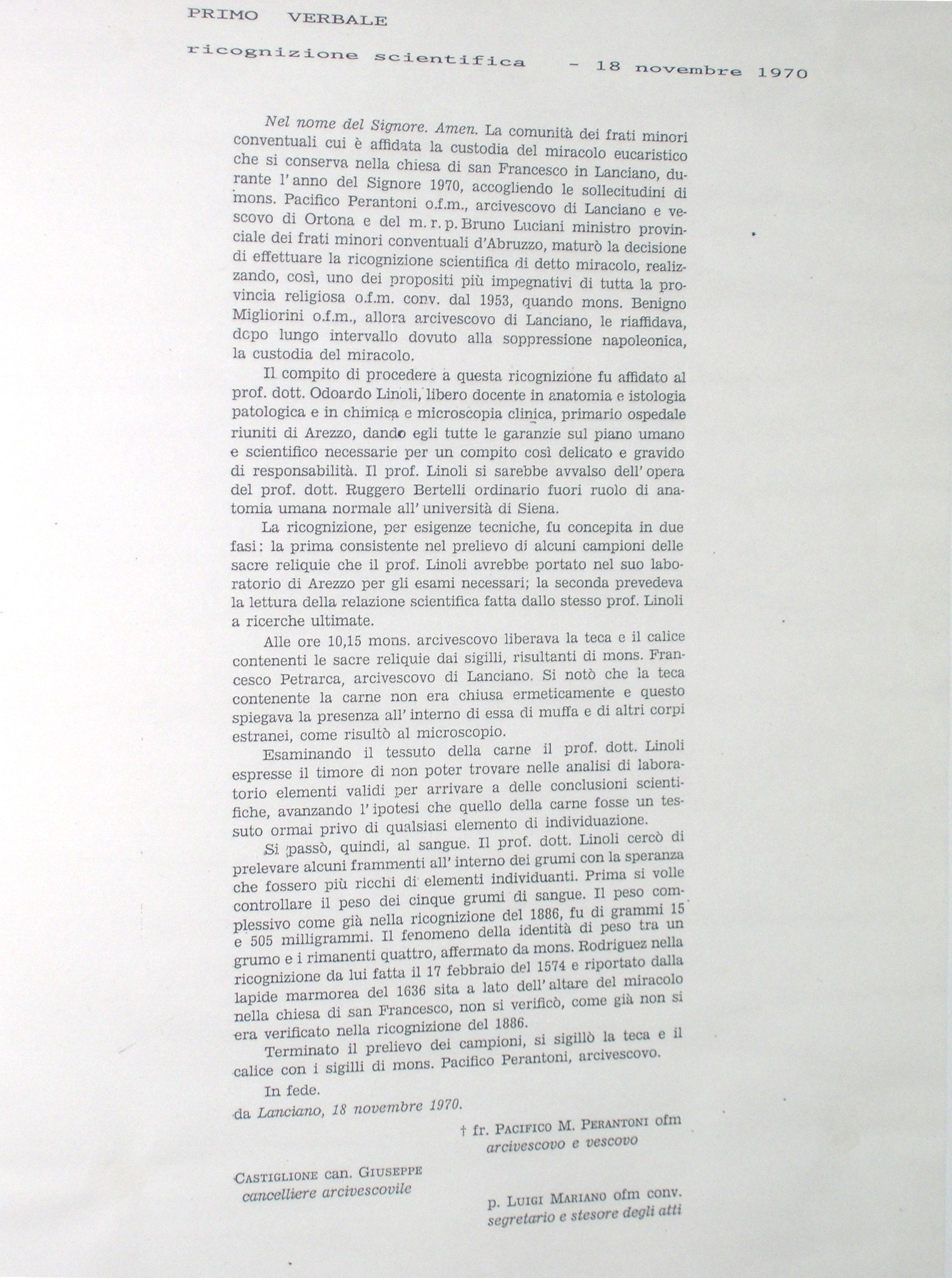
科学的認識（1970年11月18日）
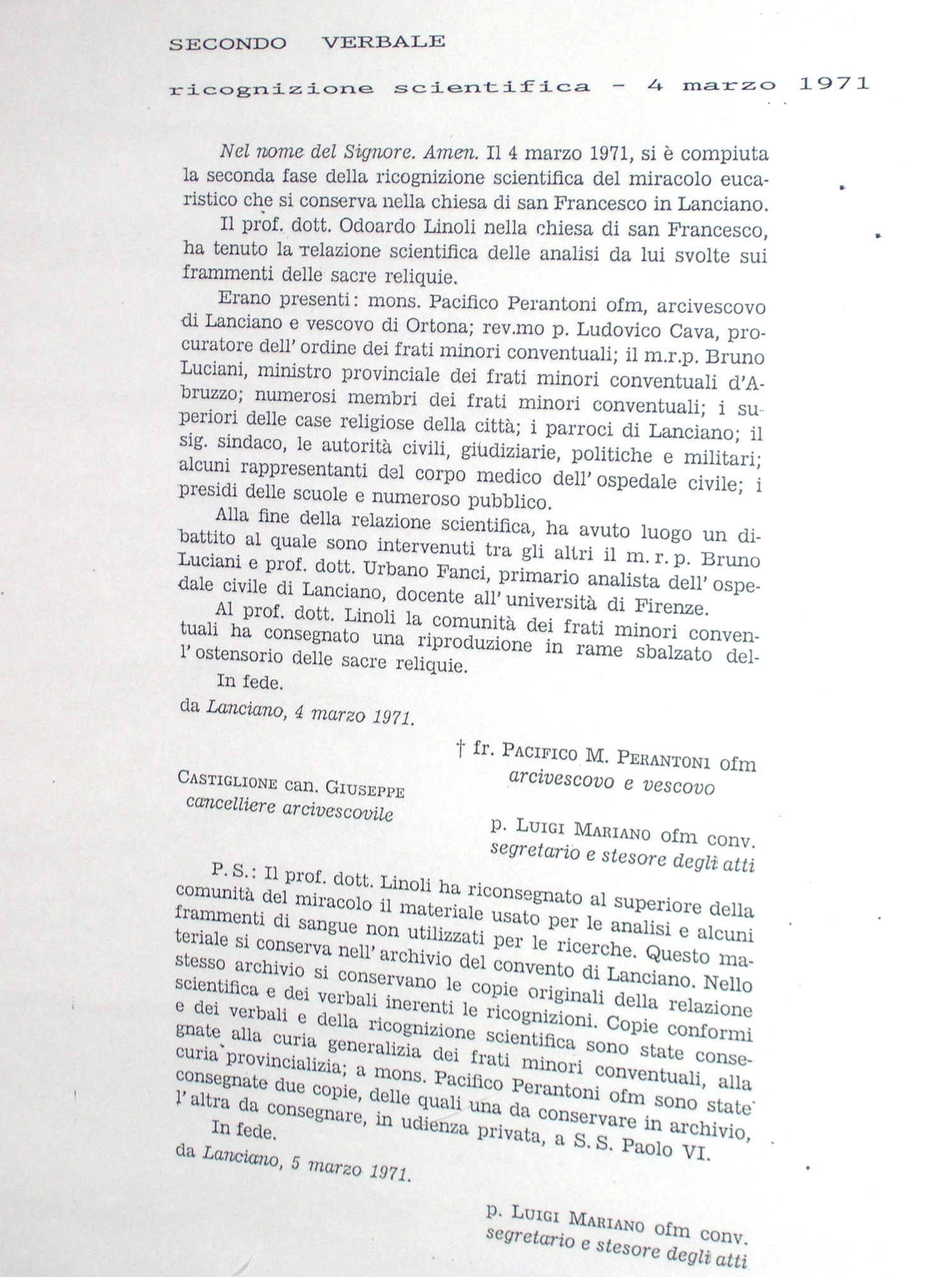
科学的認識（1971年3月4日）
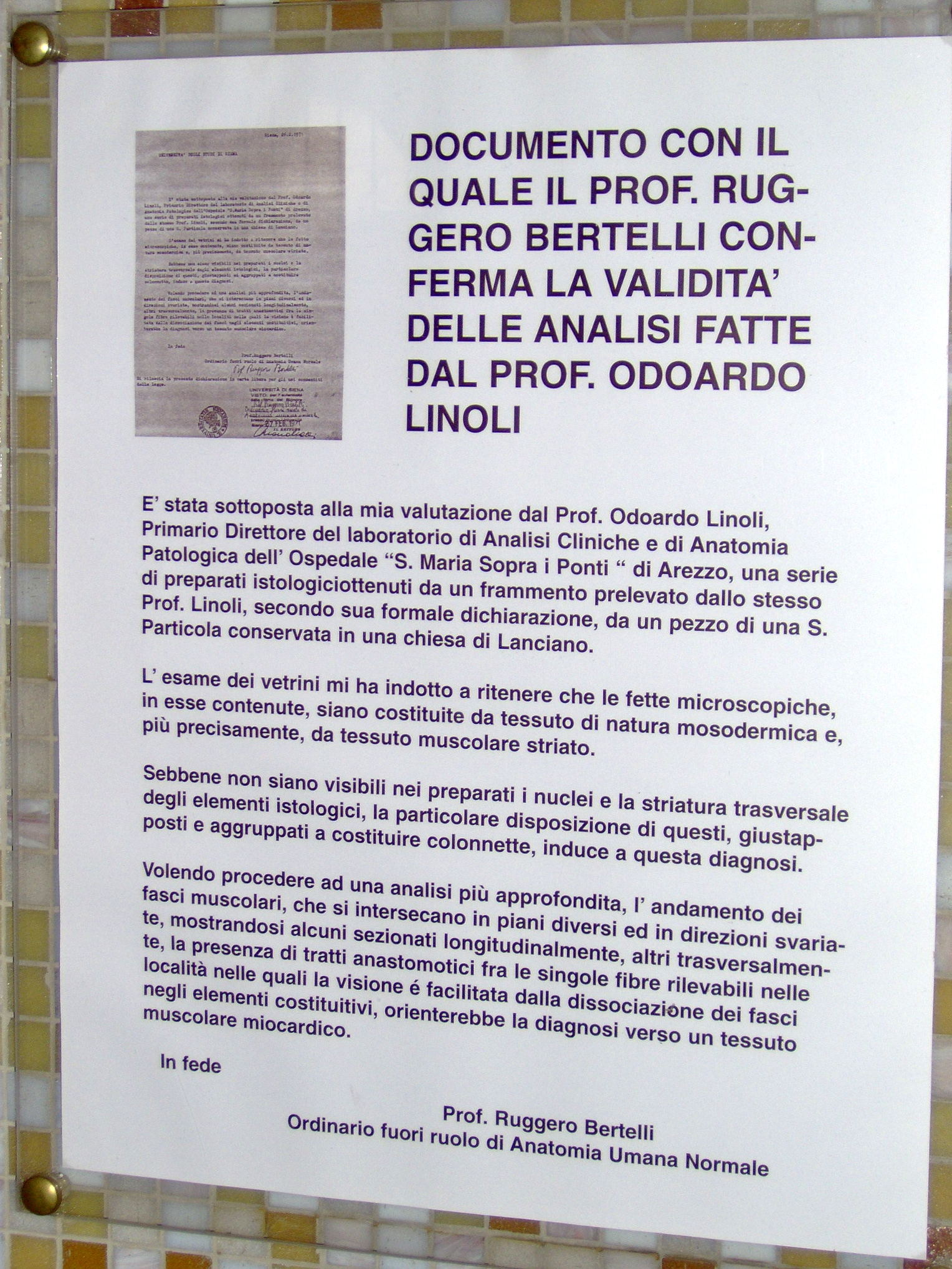
ルッジェロ・ベルテッリ教授による文書
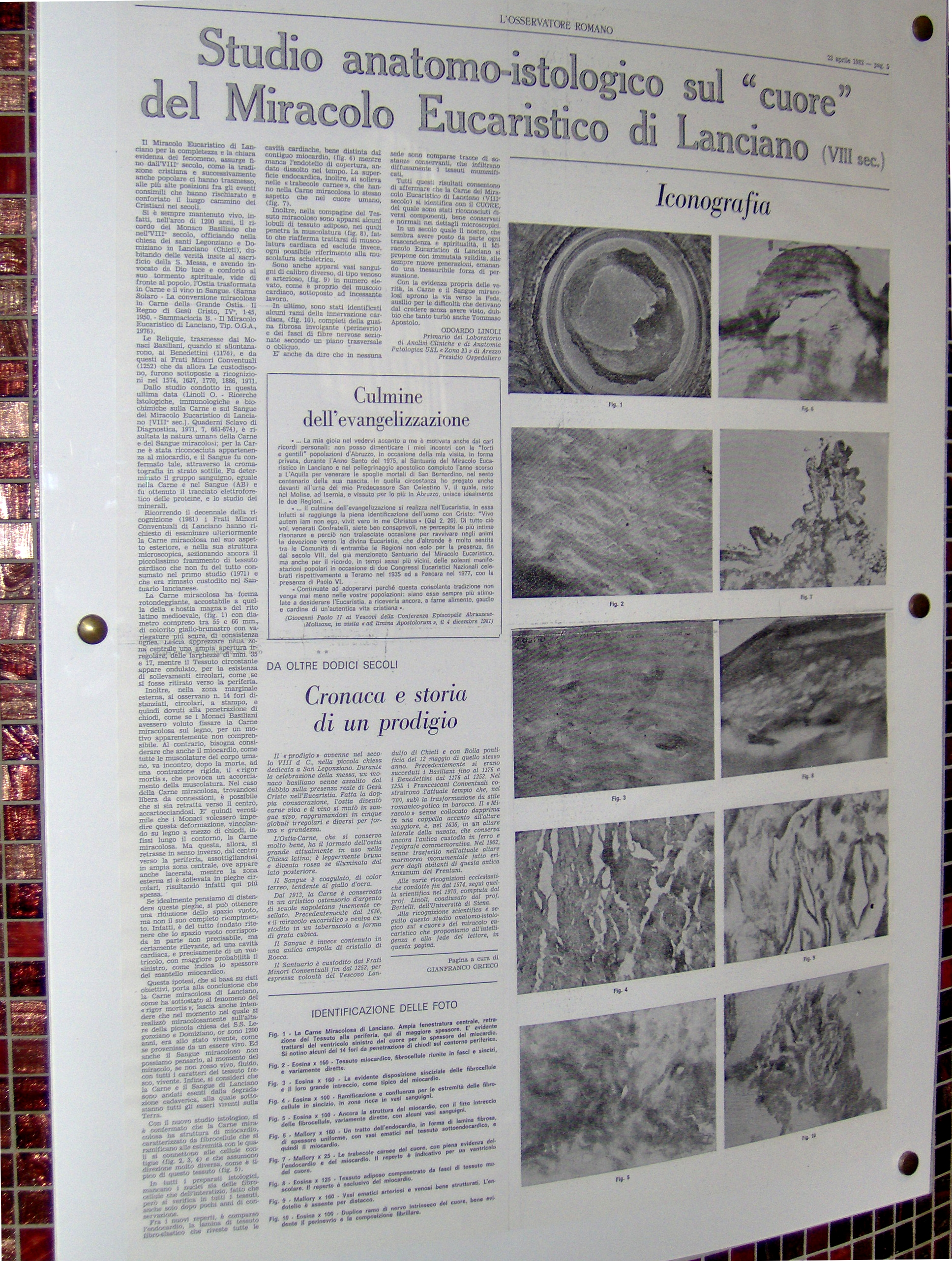
オッセルヴァトーレ・ロマーノの関連記事
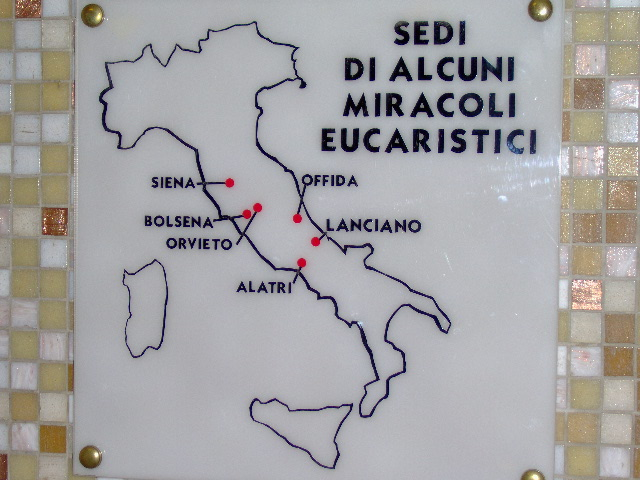
同様の奇跡が起こった場所